# Pinna cellophana
Pinna cellophana is een tweekleppigensoort uit de familie van de Pinnidae. De wetenschappelijke naam van de soort is voor het eerst geldig gepubliceerd in 1986 door Matsukuma & Okutani.